# Csangnung (Tandzsong)
A Csangnung (Jangneung) (hangul: 장릉, handzsa: 莊陵) Kangvon (Gangwon) tartomány Jongvol (Yeongwol) megyéjében található Csoszon (Joseon)-kori koreai királysír, melybe Tandzsong (Danjong) királyt temették.

## Jellemzői
Tandzsong (Danjeong)ot puccsal fosztotta meg a trónjától Szedzso (Sejo), majd megfosztotta címétől (herceggé alacsonyította a rangját) és Jongvol (Yeongwol)ba száműzte. 1457-ben méreggel meggyilkolták. Testét a Tonggang (Donggang) folyóba dobták, azonban hű embere, Om Hungdo (엄흥도, Eom Heung-do) a testet kifogta és titokban a Tonguldzsiszan (동을지산, Dongeuljisan) hegy lábánál eltemette. 1516-ban többek kérésére a sírt megkeresték és rendes sírhalmot építettek felé. Mivel rangjától megfosztva temették el, sírhelye egyszerűbb, mint a legtöbb királyé, a sírt őrző kőszobrokat csak 1580-ban állították fel. Az elhunyt királyt csak Szukcsong (Sukjong) idejében (1674–1720) rehabilitálták és került a lélektáblája (신위, sinü (sinwi)) a Csongmjo (Jongmyo)-szentélybe. Az ő sírjánál használtak először négyszögletes tetejű kőlámpást. A sír másik különlegessége, hogy a 16 évesen elhunyt királyhoz hű vazallusainak nevét tartalmazó emléktábla is található itt.
| Sír neve                    | Elhunytak neve             | Év   |
| --------------------------- | -------------------------- | ---- |
| Csangnung (장릉, Jangneung) | Tandzsong (Danjong) király | 1581 |